# Tom Jones
Tom Jones OBE, nascido Thomas Jones Woodward, (Pontypridd, 7 de junho de 1940) é um cantor e ator galês. A voz de Jones foi descrita por Stephen Thomas Erlewine do AllMusic como um "barítono robusto" com muita potência.
O seu repertório inclui músicas de vários gêneros, como pop, R&B, show tune, country, dance, soul e gospel. Em 2008, o New York Times referiu-se a Tom Jones como "metamorfo musical", que "no auge de sua popularidade no final dos anos 1960, podia deslizar de um rouco cheio de alma para um crooner pop com uma credibilidade que os aspirantes a Idolos de hoje mal poderiam imaginar."". Jones vendeu mais de 100 milhões de discos, com 36 músicas o Top 40 do Reino Unido e 19 nos EUA, incluindo "It's Not Unusual", "What's New Pussycat", a música tema do filme Thunderball de James Bond de 1965, "Green, Green Grass of Home", "Delilah", "She's a Lady","Kiss" e "Sexybomb".
Jones recebeu um Grammy de Melhor Artista Novato em 1966, um MTV Video Music Award em 1989, assim como dois Brit Awards: Melhor Artista Masculino Britânico em 2000 e o prêmio de Contribuição Notável para a Música em 2003. Em 1998, foi nomeado Oficial da Ordem do Império Britânico (OBE) e, em 2005, feito cavaleiro pela Rainha Elizabeth II pelos seus serviços à música.
Na década de 2010, Jones assistiu a um ressurgimento da sua notoriedade, devido ao seu papel como treinador no programa de talentos da televisão 'The Voice UK', a partir de 2012 (com a exceção de 2016).
Como ator, Jones fez a sua estreia com o papel principal no filme para televisão de 1979, Pleasure Cove. Tendo também aparecido como ele mesmo no filme de 1996 de Tim Burton, Mars Attacks!. Em 1970, recebeu um Globo de Ouro de "Best Actor – Television Series Musical or Comedy" por apresentar a série de televisão This Is Tom Jones. Em 2012, interpretou seu primeiro papel dramático em um episódio de Playhouse Presents.

## Vida pessoal

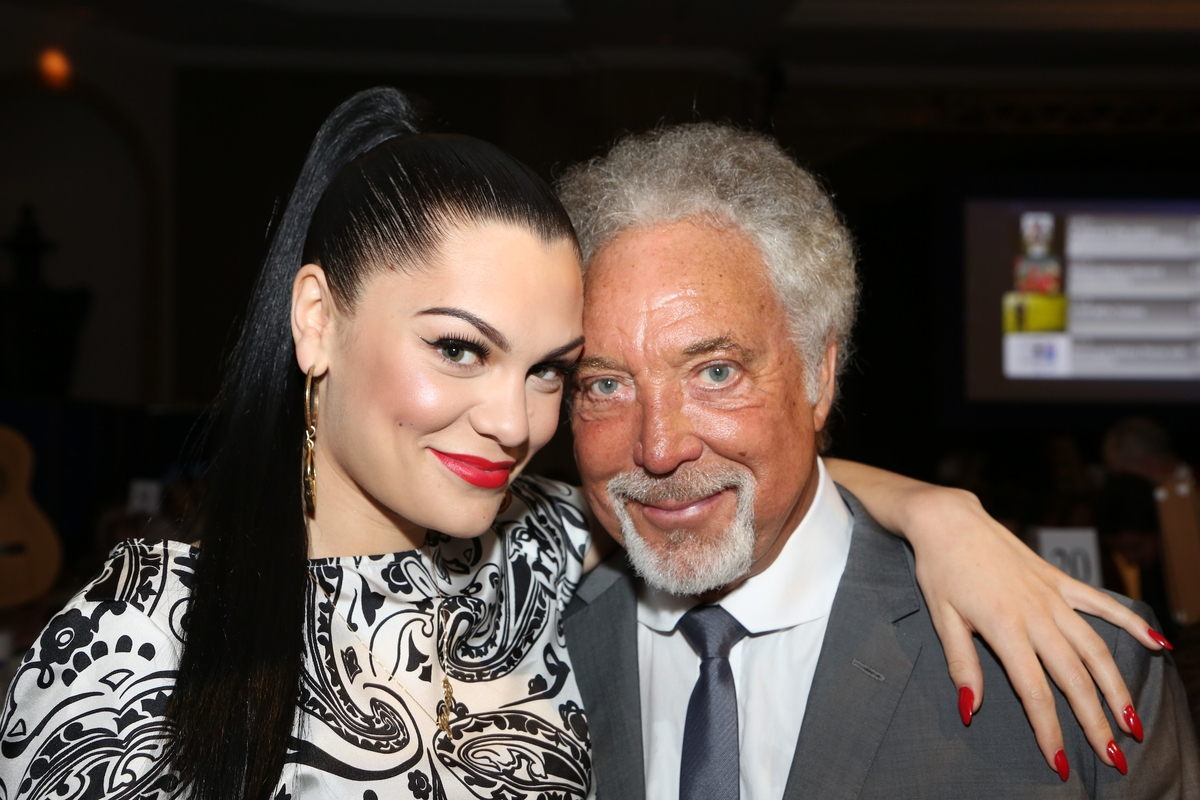
Jessie J & Tom Jones at the Silver Clef Awards 2012.

Aos dezesseis anos casou-se com Melinda Rose Woodward e teve um filho, muito antes de se tornar um ídolo pop. Apesar das suas frequentes e divulgadas relações extra-conjugais (incluindo um romance com a ex-Miss Mundo de 1973 Marjorie Wallace), permaneceu casado e é tido como um homem de família. Melinda Rose Woodward morreu de cancer em 11 de abril de 2016 com 75 anos.
Jones mora nos Estados Unidos, mas visita frequentemente a sua terra natal no País de Gales.

## Carreira

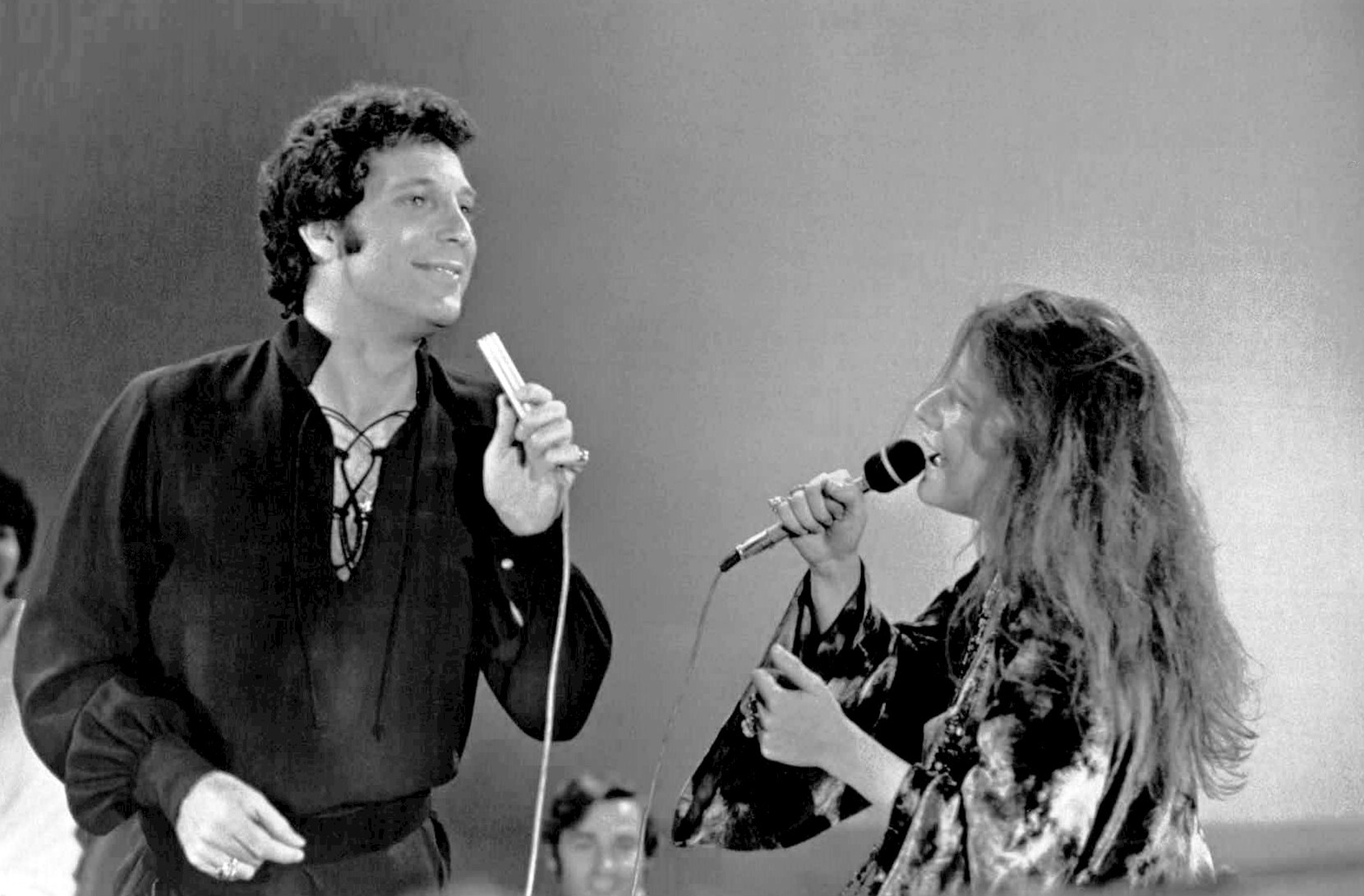
Tom Jones canta em dueto com Janis Joplin em 1969.

Tom alcançou a fama durante os anos 1960, e depois de vários sucessos no Reino Unido, tornou-se cantor de casinos de Las Vegas. Entre seus principais sucessos de começo de carreira estão: It's Not Unusual (1965), What's New Pussycat, composta por Burt Bacharach (1965), Thunderball, tema do filme homônimo de James Bond (1966), The Green, Green Grass of Hom (1966), seu compacto de mais sucesso, que passou então a ser associado com o País de Gales, embora tenha sido inspirada nos EUA, I'll Never Fall In Love Again (1967), Delilah (1968), Can't Help Yourself (1968), Without Love (1969) e She's A Lady (1971).
Tom Jones tem como marcas 36 singles no Top 40 no Reino Unido e 16 singles nos EUA.
Em 1965 lançou a música It's Not Unusual, que ficara conhecida como música tema da famosa Carlton Dance (ou Dança de Carlton) na série The Fresh Prince of Bel-Air (Um Maluco no Pedaço, no Brasil).

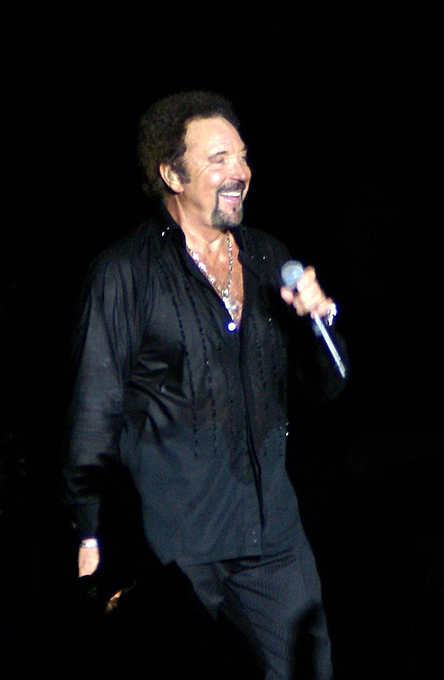
Tom Jones em 2007

A carreira de Jones estagnou a partir de então, e só conseguiria novo fôlego em 1987 com o lançamento de "A Boy From Nowhere".
Em 1996 participa do CD de duetos lançado por Paul Anka: "Amigos". Dividindo os vocais da faixa 10 com Paul Anka e o cantor venezuelano José Luiz Rodrigues (El Puma). A música escolhida é Ella Es Una Dama (She's a Lady)
O álbum de Jones, Reload, lançado em 2000, transformou-se no maior sucesso da sua carreira: apresentava versões de outros artistas, gravadas em duetos com os mesmos, utilizando seus produtores e métodos de gravação. Em seguida veio Mr.Jones, lançado em 2002, e no ano seguinte Tom seria premiado com um Brit Awards pela sua contribuição à música. Tom é quem canta o tema de abertura da série de desenhos animados Duck Dodgers. Tom também participou do filme Marte Ataca! como o próprio.
Em 2011 faz uma participação especial no CD do ator Hugh Laurie (famoso pela série House), participando na faixa 14 cantando o blues ""Baby, Please Make a Change"
Em 2012 lançou um single em colaboração com Jack White (White Stripes). O single apresentava gravações de "Evil" (Howlin Wolf) e "Jezebel" (gravada por Tom Jones no CD "Mr.Jones"). O trabalho foi lançado pelo selo Third Man Records" de propriedade de Jack White. No mesmo ano, foi convidado a ser técnico do Talent show, The Voice UK, da emissora britânica BBC, onde permanece no elenco até os dias atuais.
Tom Jones, foi eleito o “Cantor mais sexy do mundo” pela revista de prestígio “Glam’Mag”, em 2013 e 2014.

## Discografia
- Along Came Jones (1965)
- It's Not Unusual (1965)
- What`s New Pussycat? (1965)
- A-Tom-ic Jones (1966)
- From the Heart (1966)
- Green, Green Grass of Home (1967)
- Tom Jones Live! At the Talk of the Town (1967)
- 13 Smash Hits (1968)
- Delilah (1968)
- Help Yourself (1968)
- This Is Tom Jones (1969)
- Tom Jones Live in Las Vegas (at the Flamingo) (1969)
- Tom (1970)
- I Who Have Nothing (1970)
- She's A Lady (1971)
- The Young New Mexican Puppeteer (1972)
- The Body and Soul of Tom Jones (1973)
- Somethin' Bout You Baby I Like (1974)
- Memories Don't Leave Like People Do (1975)
- Say You'll Stay Until Tomorrow (1977)
- Fruits De Tom (1979)
- Darlin (1981)
- Don't Let Our Dreams Die Young (1983)
- Love Is on the Radio (1984)
- At This Moment (1989)
- Move Closer (1989)
- Carrying A Torch (1991)
- The Lead And How To Swing It (1994)
- From The Vaults (1998)
- Reload (1999)
- Mr. Jones (2002)
- Tom Jones & Jools Holland (2004)
- 24 Hours (2008)
- Praise & Blame (2010)
- Spirit of the Room (2012)
- Long Lost Suitcase (2015)
- "Surrounded By Time" (2021)

## Filmografia parcial

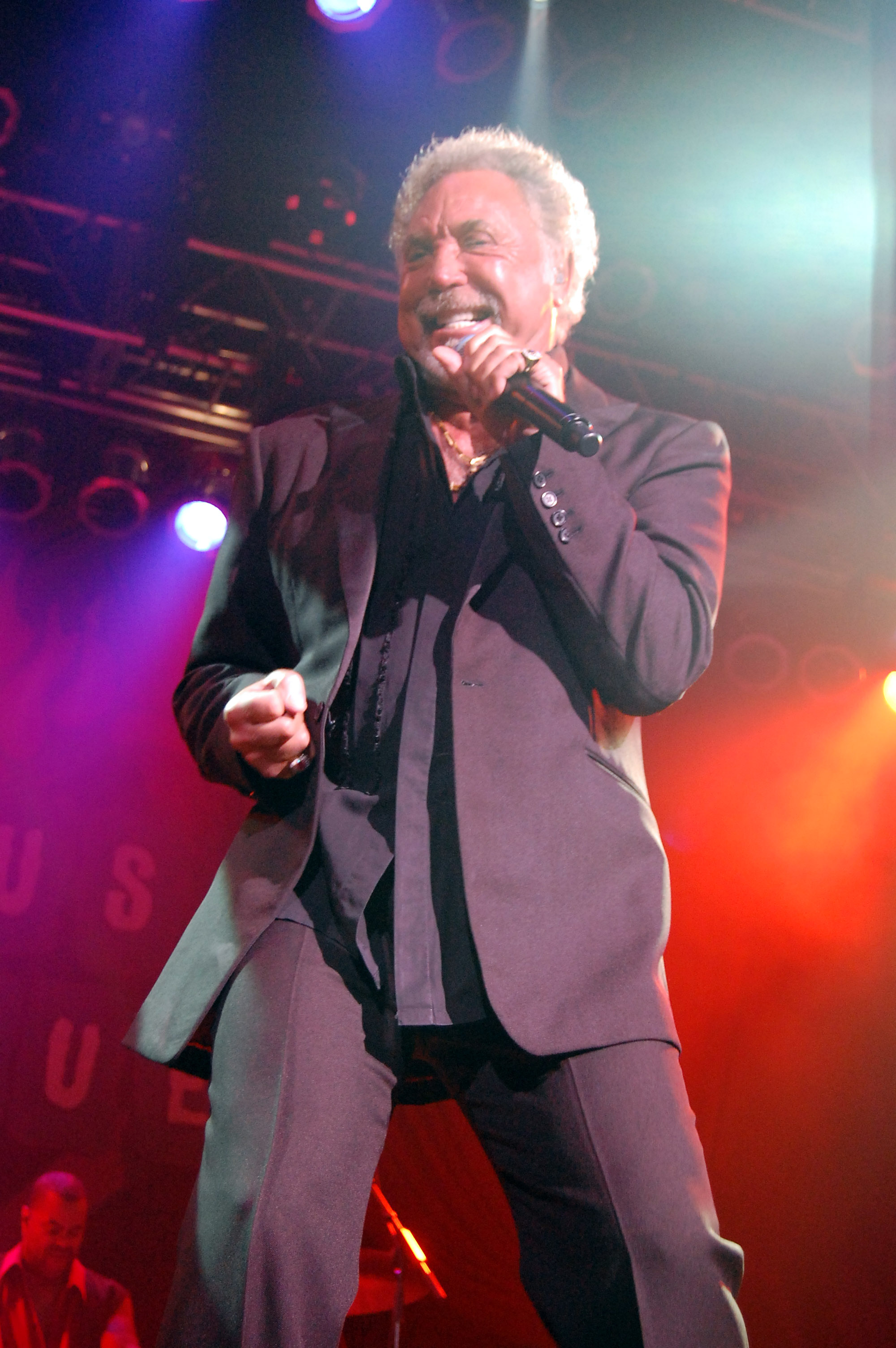
Tom Jones canta no concerto da Califórnia em 2009.

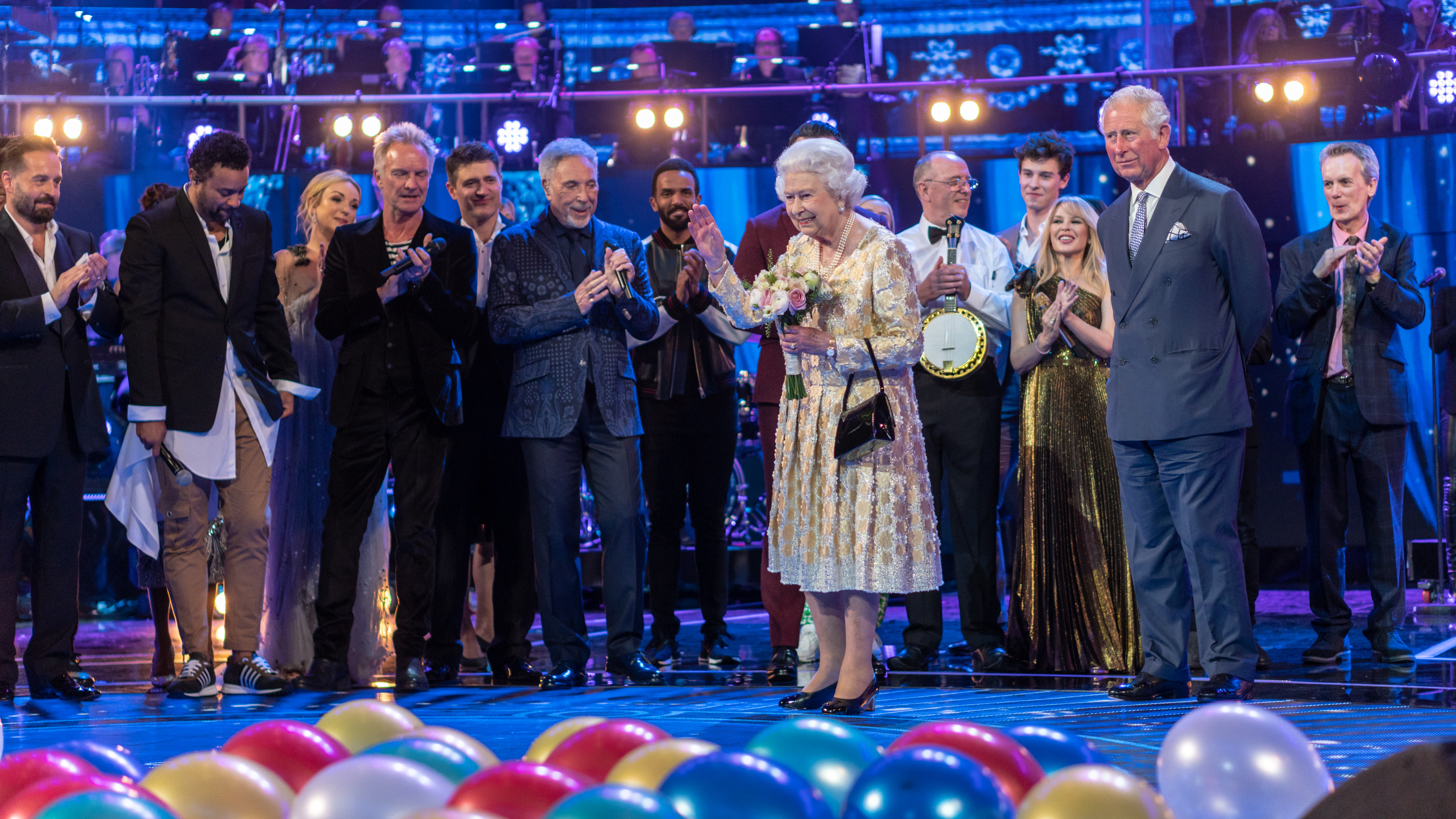
Tom Jones comemorou o aniversário da Rainha Elizabeth II e foi acompanhado por Príncipe Charles.

| Ano                      | Título                                     | Personagem       | Notas                                                                         |
| ------------------------ | ------------------------------------------ | ---------------- | ----------------------------------------------------------------------------- |
| 1965                     | What's New Pussycat?                       | —                | —                                                                             |
| 1965                     | Promise Her Anything                       | —                | —                                                                             |
| 1965                     | Thunderball                                | —                | —                                                                             |
| 1972                     | The Special London Bridge Special          | —                | Uma história de fantasia sobre Ponte de Londres sendo trazida para a América  |
| 1974                     | On Happiness Island                        | —                | Especial da BBC                                                               |
| 1979                     | Pleasure Cove                              | Raymond Gordon   | Telefilme                                                                     |
| 1984                     | Fantasy Island                             | Dick Turpin      | (Série da ABC:Temporada 7 e Episódio 19)                                      |
| 1991                     | The Ghosts of Oxford Street                | Gordon Selfridge | Telefilme de Natal comemorando o 200º aniversário da Oxford Street em Londres |
| 1992                     | The Simpsons                               | Ele mesmo        | Episódio: Marge Gets a Job                                                    |
| 1993                     | The Fresh Prince of Bel Air                | Ele mesmo        | Episódio: The Alma Matter                                                     |
| 1994                     | Silk n' Sabotage                           | Fotografo        | —                                                                             |
| 1995                     | The Jerky Boys: The Movie                  | Ele mesmo        | —                                                                             |
| 1996                     | Mars Attacks!                              | Ele mesmo        | —                                                                             |
| 1999                     | Agnes Browne                               | Ele mesmo        | —                                                                             |
| 2000                     | The Emperor's New Groove                   | —                | Animação                                                                      |
| 2004                     | Duck Dodgers                               | Ele mesmo        | Episódio: Talent Show A Go-Go                                                 |
| 2012-2015; 2017-presente | The Voice UK                               | Jurado           | —                                                                             |
| 2012                     | Playhouse Presents                         | Ron              | Episódio: King of the Teds                                                    |
| 2014                     | Under Milk Wood                            | Capitão Cat      | Telefilme                                                                     |
| 2014                     | Superheroes Unite for BBC Children in Need | Ele mesmo        | Telefilme                                                                     |